# يان يونغ (شاعر)
يان يونغ هو محرر وشاعر كندي، ولد في 5 يناير 1945.